# Gemeindeverwaltungsverband Braunsbach-Untermünkheim

Gemeindeverwaltungsverband Braunsbach-Untermünkheim im Landkreis Schwäbisch Hall in Baden-Württemberg

Im Gemeindeverwaltungsverband Braunsbach-Untermünkheim im baden-württembergischen Landkreis Schwäbisch Hall haben sich zwei Gemeinden zur Erledigung ihrer Verwaltungsgeschäfte zusammengeschlossen. Der Sitz des Gemeindeverwaltungsverbands liegt in der Gemeinde Braunsbach.

## Mitgliedsgemeinden
Mitglieder dieser Körperschaft des öffentlichen Rechts sind:
- Gemeinde Braunsbach, 2522 Einwohner, 52,87 km²
- Gemeinde Untermünkheim, 3031 Einwohner, 27,19 km²

## Struktur und Aufgaben
Der Gemeindeverwaltungsverband übernimmt für die Gemeinden zahlreiche Aufgaben, entweder in deren Namen für die Mitgliedsgemeinden oder in eigener Zuständigkeit anstelle der Mitgliedsgemeinden.